# Кальмаева, Людмила Михайловна
Кальмаева Людмила Михайловна (3 августа 1946, Минск, БССР, СССР — 11 августа 2022) — белорусская художница. С 1992 года жила в городке Арнемауден в Нидерландах (приморская провинция Зеландии), регулярно выставляла свои произведения в Беларуси.

## Биография

### Творчество

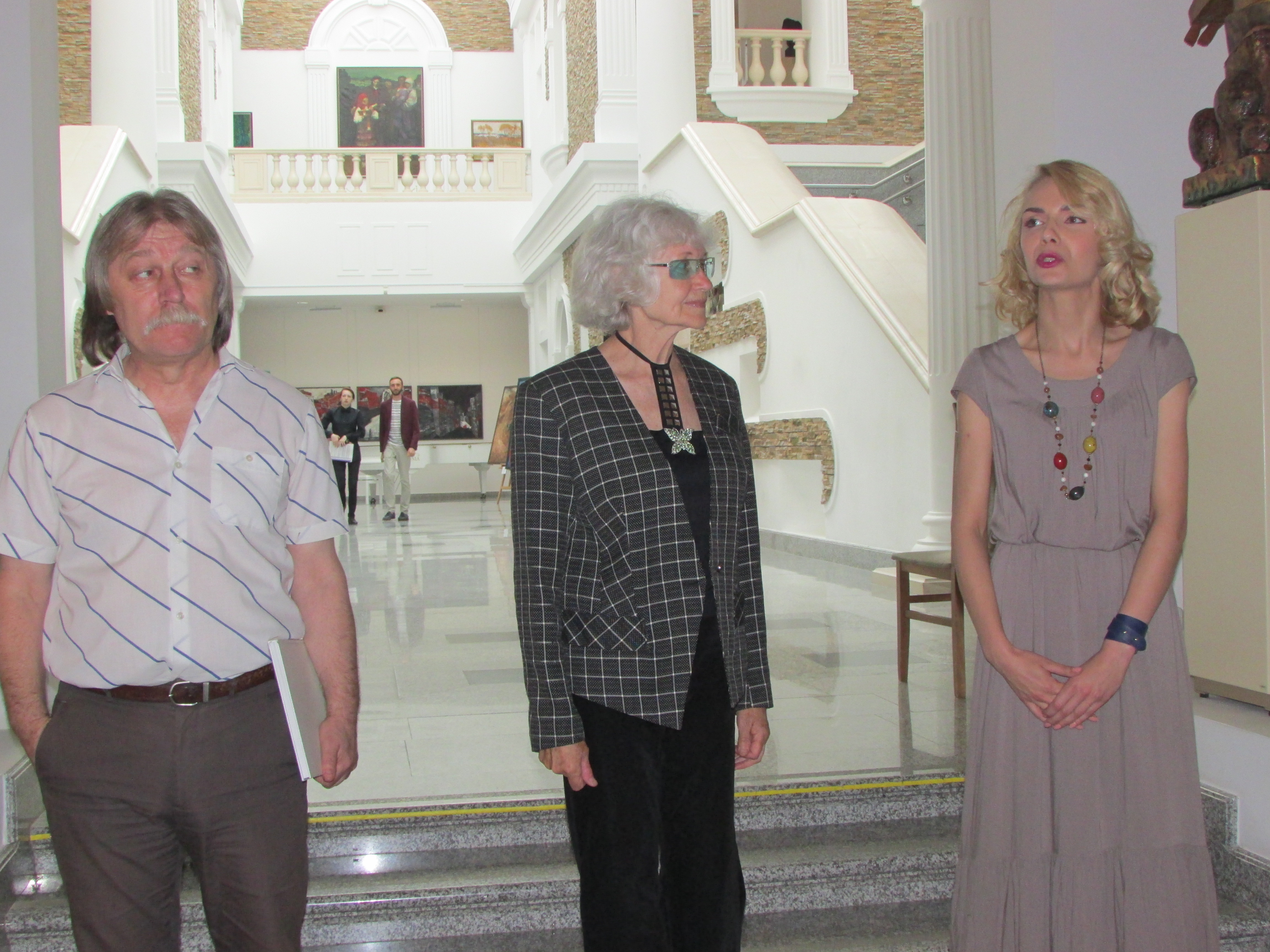
На открытии персональной выставки Людмилы Кальмаевой в Национальном художественном музее РБ. Слева направо художники Григорий Ситница, Людмила Кальмаева, зам. дир. по научной работе музея Наталья Селицкая. Минск, 23 июня 2016 г. Фото Евгения Ксеневича.

Людмила Михайловна Кальмаева родилась в 1946 году в Минске. До 1968 года училась в БГТХИ, в 1973 году окончила Государственный институт искусств Эстонской ССР, получила диплом графика. До 1992 г. работала преподавателем Белорусского государственного театрально-художественного института.
Л. Кальмаева вошла в историю отечественного искусства как график, художница-плакатистка, автор ироничных постмодернистских проектов.
Работала в области плаката, станковой графики, скульптуры и живописи. Международную известность завоевала благодаря плакатам для театров и зрелищ.
С 1992 года жила и работала в Нидерландах.
Член Белорусского союза художников с 1980 года.
Произведения Кальмаевой находятся в Национальном художественном музее Беларуси, фондах Белорусского союза художников, Национальном музее плаката в Вилянуве (Варшава), Музее плаката в Канагаве (Япония), частных собраниях в Германии, Нидерландах, Франции, США, Мексике.
Умерла 11 августа 2022 года.

### Выставки
Работы Людмилы Кальмаевой экспонировались на многочисленных международных выставках графики, плаката: в Польше, Финляндии, Чехословакии, Японии, Сирии, Австралии, Франции и других странах.
- 2016 — Персональная выставка «Сфера человеческого. Живопись и графика Людмилы Кальмаевой». [Национальный художественный музей Республики Беларусь|Национальном художественном музее РБ], Минск.
- 2013 — Exhibition «Portraits of the residents of the old peoples house Scheldehof».
- 2011 — Групповая выставка «Белорусские художники в мире». [Национальный художественный музей Республики Беларусь|Национальном художественном музее РБ], Минск.
- 2011 — Выставка «Диалоги» и «сказки» Людмилы Кальмаевой. Музей Современного Искусства в Минске, 2011 г.
- 2009 — ФЕСТИВАЛЬ ДАХ-9 В МИНСКЕ ZONDAG 11 OKTOBER 2009
- 2009 — Проект Freedom4all, Нидерланды
- 2005 — Гендерный маршрут: фестиваль идей о «поле» — экспериментальный проект, Минск
- 1991 — Выставка достижений народного хозяйства Белорусской ССР, апрель 1991 года, аукцион произведений изобразительного искусства, Минск

Персональная выставка Людмилы Кальмаевой в Национальном художественном музее РБ, Минск. Фото с открытия выставки, 23 июня 2016.

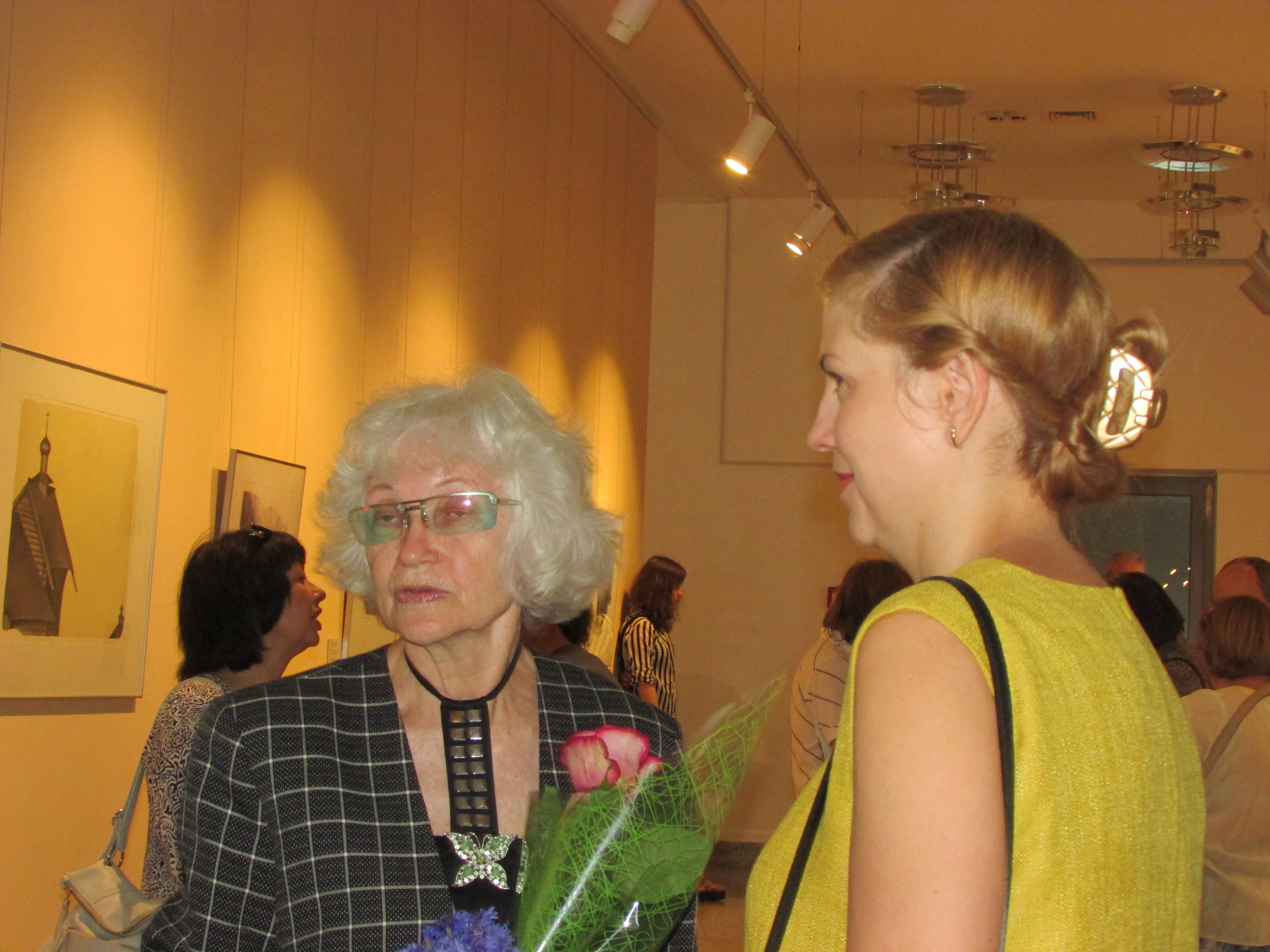
На открытии персональной выставки в Национальном художественном музее РБ. Слева Людмила Кальмаева. Минск, 23 июня 2016 г.
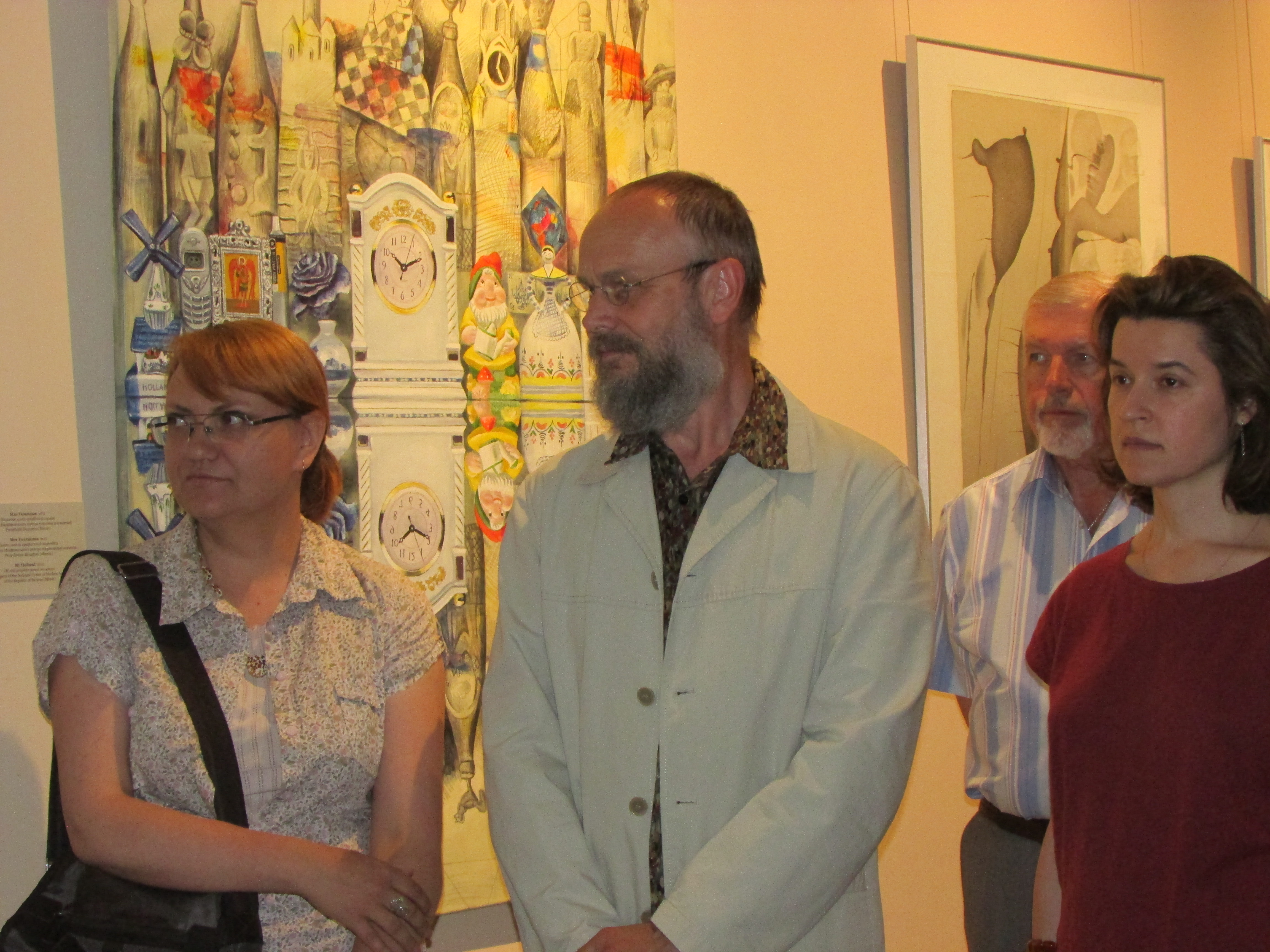
Слева направо ведущий научный сотрудник отдела современного белорусского искусства Ольга Архипова, художник Константин Ващенко.
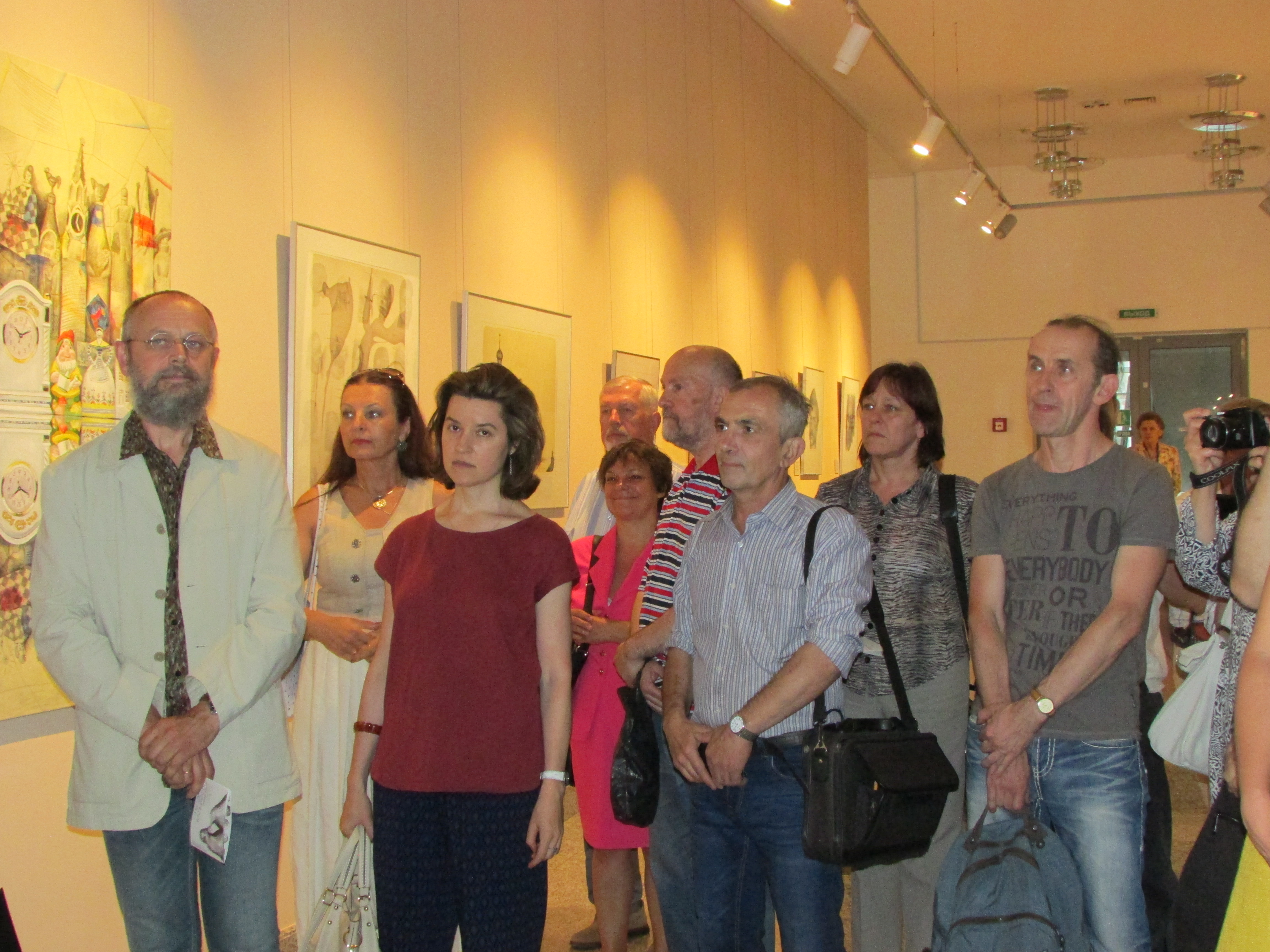
На открытии выставки Л.Кальмаевой. Гости выставки - крайний слева художник Константин Ващенко, крайний справа - художник Сергей Римашевский Минск, 23 июня 2016 г.
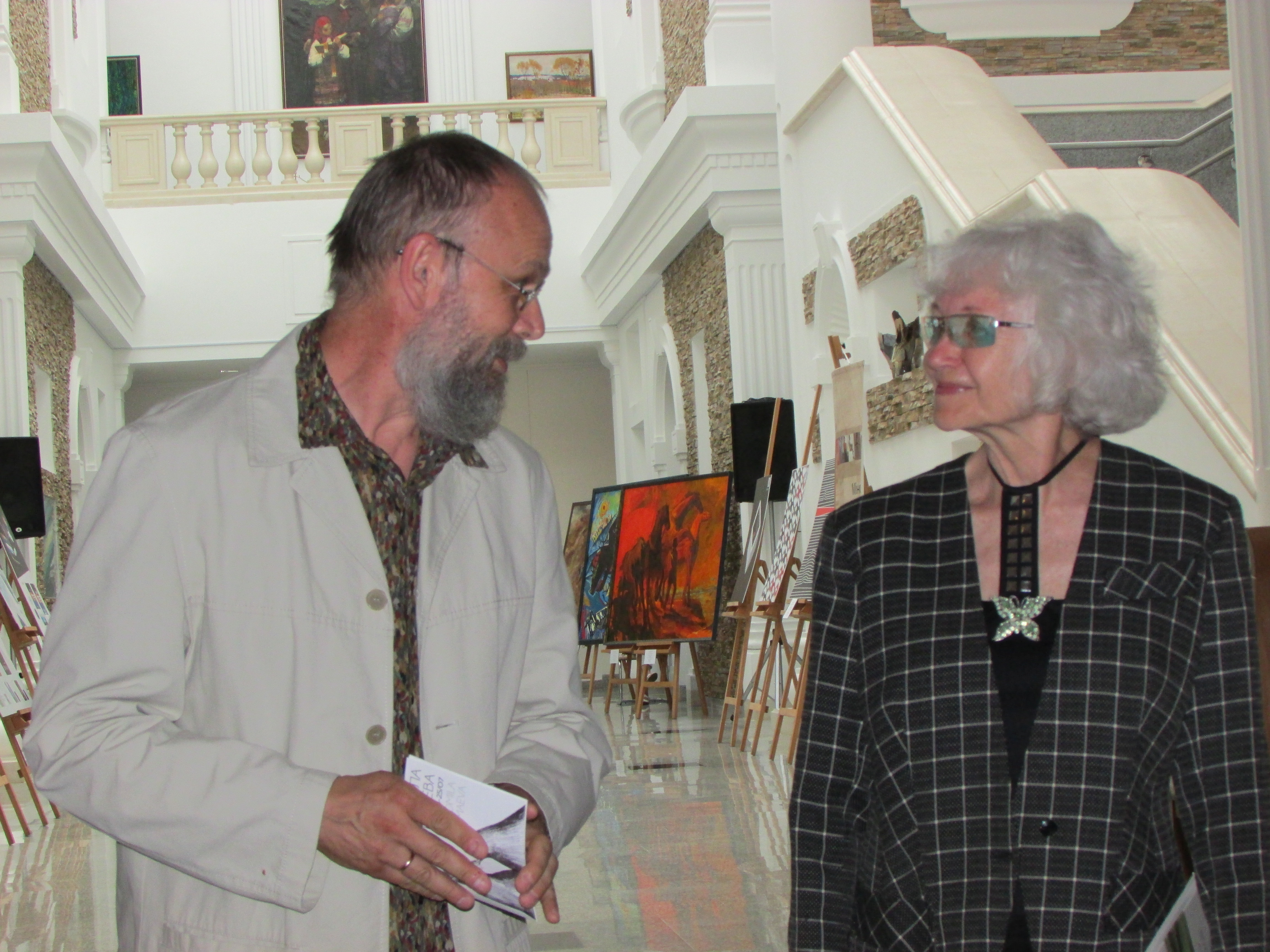
Художники Константин Ващенко и Людмила Кальмаева
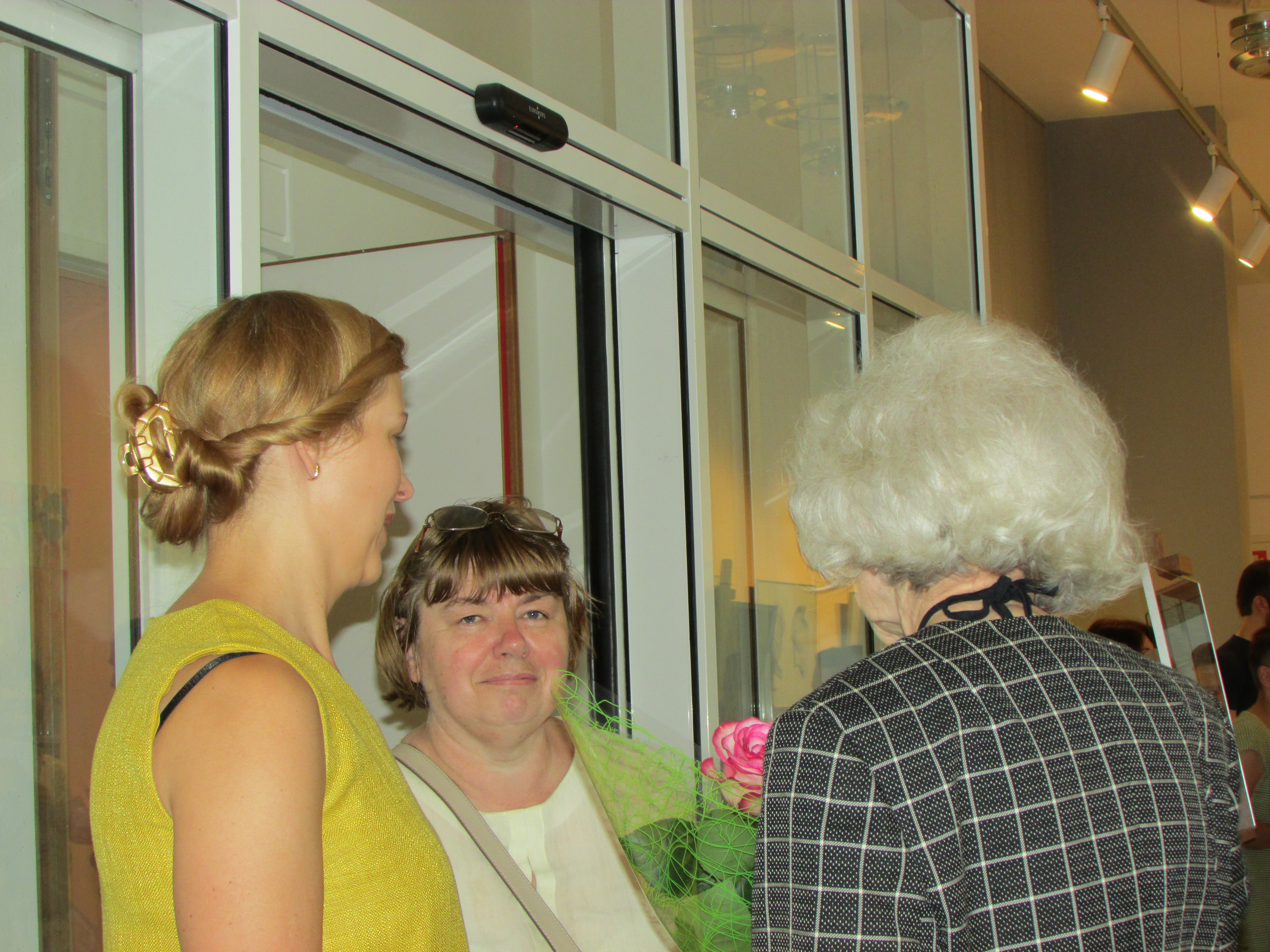
В центре - искусствовед Надежда Усова.

## Публикации
- 2013 Кальмаева, Людмила Михайловна (1946—) Aquarelles [Изоматериал] : 2014 : [настенный перекидной календарь / художница] Ludmila Kalmaeva
- 2013 Кальмаева, Людмила Михайловна (1946—) Fantasy drawings [Изоматериал] : 2014 : [настенный перекидной календарь / художница] Ludmila Kalmaeva
- 1986 Кальмаева, Людмила Михайловна (1946—) VIII Минский областной конкурс народных коллективов [Изоматериал] : [плакат] / художница Л. М. Кальмаева ; Управления культуры Миноблисполкома и Мингорисполкома [и др.]
- 1985 Кальмаева, Людмила Михайловна (1946—) Прометей [Изоматериал] : ансамбль пантомимы «Рух» : [плакат] / художница Л. М. Кальмаева ; Министерство культуры БССР, Государственный молодёжный театр БССР
- 1985 Кальмаева, Людмила Михайловна (1946—) Зов [Изоматериал] : ансамбль пантомимы «Рух» : [плакат] / художница Л. М. Кальмаева; художественный редактор Л. И. Бетанов ; Министерство культуры БССР, Государственный молодёжный театр Белорусской ССР, ансамбль пантомимы «Рух»
- 1985 Кальмаева, Людмила Михайловна (1946—) Жили-были [Изоматериал] : по мотивам сказки «Три поросенка» : ансамбль пантомимы «Рух» / Министерство культуры БССР, Государственный молодёжный театр БССР ; художница Л. М. Кальмаева
- 1984 Кальмаева, Людмила Михайловна (1946—) Женщины! При работе подвязывайте волосы косынкой [Изоматериал] : [плакат] / художница Л. Кальмаева
- 1982 Кальмаева, Людмила Михайловна (1946—) А.Милн. Винни-Пух и все, все, все… [Изоматериал] : Могилевский областной театр кукол : режиссёр Алексей Лялявский : композитор Владимир Кондрусевич : [плакат / художница] Л. Кальмаева ; Могилевский областной театр кукол
- 1979 Кошевая, Елена Николаевна (писательница ; 1906—1987) Повесть о сыне : [об О. Кошевом : для младшего и среднего школьного возраста] / Е. Н. Кошевая; [литературная редакция П. Гаврилова; художница Л. М. Кальмаева]
- 1977 Кальмаева, Людмила Михайловна (1946—) Остановись! [Изоматериал] : [плакат] / художница Л. М. Кальмаева; редактор А. Д. Генич; художественный редактор Б. Е. Ярота
- 1975 Кальмаева, Людмила Михайловна (1946—) Фестиваль белорусских кинофильмов [Изоматериал] : Дні літаратуры і мастацтва Беларусі ў Украінскай ССР, чэрвень 1975 : [плакат / художница] Кальмаева
- 1975 Кальмаева, Людмила Михайловна (1946—) Фестиваль белорусских кинофильмов [Изоматериал] : Дни литературы и искусства Белорусской ССР в Литовской ССР : март, 1975 : [плакат] / [художница] Кальмаева
- 1970 Кальмаева, Людмила Михайловна (1946—) Девочка у окна [Изоматериал] : [эстамп / художница] Кальмаева Л.
- Vogels zouden al dood zijn. 06 mei 2009.
- Людмила Кальмаева. Моя студия
- Exhibition «Portraits of the residents of the old peoples house Scheldehof»
- Art Festival «DACH-9» Starts Off In Minsk, Belarus